# Strašnov
Strašnov är en ort i Tjeckien.   Den ligger i regionen Mellersta Böhmen, i den centrala delen av landet, 40 km nordost om huvudstaden Prag. Strašnov ligger 258 meter över havet och antalet invånare är 241.
Terrängen runt Strašnov är huvudsakligen platt, men åt nordost är den kuperad. Runt Strašnov är det ganska tätbefolkat, med 90 invånare per kvadratkilometer. Närmaste större samhälle är Mladá Boleslav, 6,7 km norr om Strašnov. Trakten runt Strašnov består till största delen av jordbruksmark.